# Liste der Bodendenkmale im gemeindefreien Gebiet Göhrde
In der Liste der Bodendenkmale im gemeindefreien Gebiet Göhrde sind alle Bodendenkmale des niedersächsischen gemeindefreien Gebiets Göhrde aufgelistet. Die Quelle ist der Denkmalatlas Niedersachsen. Der Stand der Liste ist der 5. Juli 2024.

## Allgemein
In den Spalten finden sich folgende Informationen des Bodendenkmales:
- Lage: geographische Koordinaten
- Bezeichnung: Bezeichnung lt. Denkmalatlas
- Beschreibung: Beschreibung lt. Denkmalatlas
- ID: Objekt-ID
- Bild: Bild, ggf. zusätzlich mit Link zu weiteren Fotos im Medienarchiv Wikimedia Commons.

## Gemeindefreies Gebiet Göhrde
| Lage                        | Bezeichnung              | Beschreibung | ID       | Bild |
| --------------------------- | ------------------------ | --- | -------- | ---- |
| 53° 7′ 13″ N, 10° 52′ 27″ O | GfG Göhrde 1, Grabhügel  | Dm. ca. 7 × 6 m (O-W), H. ca. 0,8 m, Gelände nach S weiter fallend.                                                                                      | 28919438 | BW   |
| 53° 7′ 13″ N, 10° 52′ 28″ O | GfG Göhrde 2, Grabhügel  | Dm. ca. 7 × 6 m (O-W), H. ca. 0,8 m, Gelände nach S weiter fallend.                                                                                      | 28919439 | BW   |
| 53° 6′ 45″ N, 10° 52′ 56″ O | GfG Göhrde 7, Grabhügel  | Annähernd rund. Dm. ca. 20 m, H. ca. 1,3 m. Gelände nach W weiter fallend, längliche Kuppenmulde.                                                        | 28919311 | BW   |
| 53° 8′ 10″ N, 10° 47′ 41″ O | GfG Göhrde 8, Grabhügel  | H. 1,3 m; Dm. 18 m. Ränder fließend auslaufend. Alte Angrabung fast verwachsen.                                                                          | 28919312 | BW   |
| 53° 6′ 33″ N, 10° 51′ 41″ O | GfG Göhrde 27, Grabhügel | Annähernd rund. Dm. ca. 18 m, H. bis 1,5 m. Einkuhlungen an der Oberfläche. Fahrspur über östl. Hügelbereich.                                            | 28919307 | BW   |
| 53° 6′ 26″ N, 10° 51′ 37″ O | GfG Göhrde 28, Grabhügel | Annähernd rund. Dm. ca. 20 m, H. ca. 2,0 m. Alte verwachsene Eindellung nahe am Zentrum sowie nach S einige kleine Steine an der Oberfläche freiliegend. | 28919308 | BW   |
| 53° 6′ 22″ N, 10° 51′ 35″ O | GfG Göhrde 29, Grabhügel | Annähernd rund. Dm. ca. 15 m, H. ca. 2,0 m. Kuppenmulde.                                                                                                 | 28919309 | BW   |
| 53° 6′ 24″ N, 10° 51′ 17″ O | GfG Göhrde 30, Grabhügel | Annähernd rund. Dm. ca. 23 m, H. bis 1,5 m, Gelände nach S weiter fallend. Kuppe abgeflacht. Weitere Einkuhlungen an der Oberfläche.                     | 28919310 | BW   |